# Eva-Maria Richter

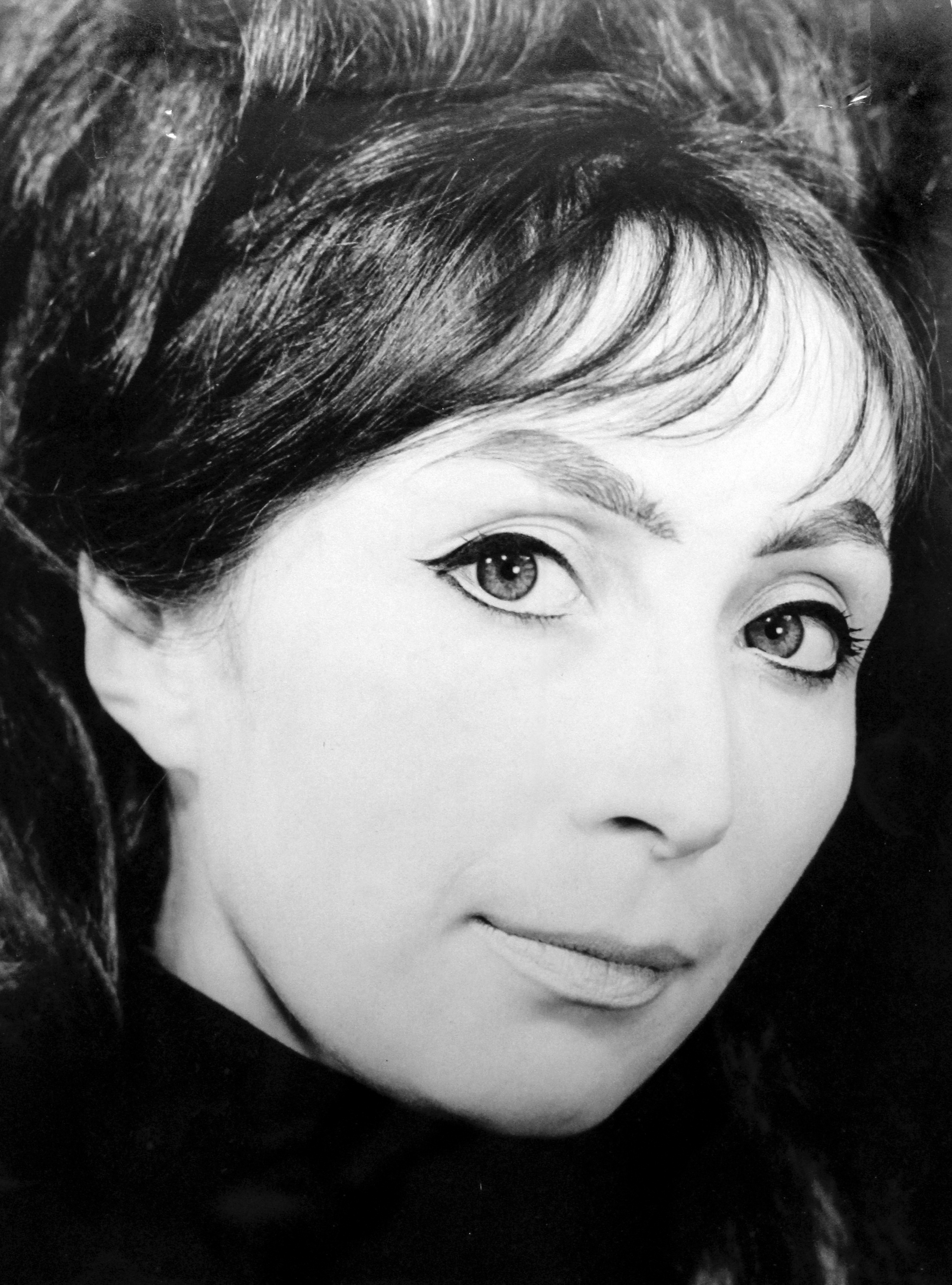
Eva-Maria Richter

Eva-Maria Richter, geborene Braun (* 22. Oktober 1932 in Chemnitz; † 11. Dezember 2016 ebenda) war eine deutsche Grafikerin und Lyrikerin.

## Leben
Eva-Maria Richter absolvierte von 1951 bis 1953 ein Studium als Grafikerin in den FEWA Werken Chemnitz, das sie 1953 als Diplom-Grafikerin mit Auszeichnung abschloss. Von 1953 bis 1983 war sie als Grafikerin in der DEWAG Karl-Marx-Stadt tätig mit dem Spezialgebiet Mode- und Werbegrafik und als Bezirksvertreterin Modegrafik. Von 1983 bis 1993 wirkte sie als freiberufliche Gebrauchs- und Modegrafikerin.
Eva-Maria Richter war bis 1962 mit dem Maler Enrico Richter verheiratet und hatte vier Kinder. Der Schauspieler Philipp Richter ist ein Enkel.
Von Kindheit an zeigte sie eine außergewöhnliche zeichnerische/musische Begabung und entwickelte früh den Wunsch, später den Beruf einer Grafikerin oder Illustratorin auszuüben. Nach dem Studium arbeitete sie sowohl für Mode- und  Werbeunternehmen für den Binnenmarkt und für den Export als auch für Zeitschriften der DDR. Ihre Illustrationen sah man zudem auf vielen Kinderspielen, Puzzles und Schultüten.

## Unternehmen (Auswahl)
- Esda Feinstrumpfwerke Thalheim
- Textilia
- Spezitex
- Malimo
- Sonnidee
- VEB Trikotagen und Strümpfe Limbach-Oberfrohna und Karl-Marx-Stadt
- Centrum Warenhäuser DDR
- DDR Maschenmode trikot international
- Stretta Export
- Konsument
- Sporett Strickwaren Oberlungwitz Ausrichter Olympiamannschaft DDR
- VEB Wolle & Seide
- Exportgesellschaft für Wirk und Raumtextilien mbH (Wiratex, Berlin)
- VEB Sternwäsche Limbach-Oberfrohna
- Pfauenmarke
- Jugendmode
- Herrenmode
- VEB Gelkida
- VEB Doppelmoppel Taura
- Germina Sportgeräte
- Grotex
- Trikotagen Taura
- Feinkartonagen Nestler GmbH Ehrenfriedersdorf
- VEB Spielewerk Karl-Marx-Stadt (Spika)
- VEB Plasticart Zschopau

## Zeitschriften (Auswahl)
- Pramo
- Sibylle
- Für Dich
- Wochenpost
- Neues Deutschland
- Neues Leben
- Das Magazin
- Modische Maschen

## Sonstiges
Neben ihrer Tätigkeit als Grafikerin und Mutter von vier Kindern schuf Eva-Maria Richter viele freie Grafiken und Gemälde und schrieb hunderte Gedichte und Essays auch für die Freie Presse. Sie erhielt zahlreiche Auszeichnungen und war bis 1990 Mitglied im Verband Bildender Künstler Deutschlands und im Chemnitzer Künstlerbund.

## Ausstellungen

Zur Ausstellung im Wasserschloss Klaffenbach

Zur Ausstellung im Wasserschloss Klaffenbach

Richter war seit 1957 auf zahlreichen Bezirkskunstausstellungen und Kunstausstellungen vertreten und gewann Preise.
- Vom 23. Juli 2022 bis zum 23. Oktober 2022 zeigt das Wasserschloss Klaffenbach in sieben Räumen die Ausstellung „Virtuosin en Vogue“ – Lebenswerk Eva-Maria Richter[2][3]